# Campus del Sur
El Campus del Sur es uno de los seis campus de la Universidad de La Laguna. Se ubica en el municipio de Adeje, en una ampliación del centro cultural municipal. Aloja una sucursal de la Facultad de Economía, Empresa y Turismo que imparte el Grado de Turismo.
Fue creado en 2012 como fruto de la relación desarrollada durante varios años entre la Universidad y el Ayuntamiento de Adeje, con la organización de diferentes ediciones de la Universidad de Verano de Adeje y algunos cursos puntuales.